# Національна мережа протидії зґвалтуванням, насильству та інцесту
Національна мережа протидії зґвалтуванням, насильству та інцесту (англ. Rape, Abuse & Incest National Network (RAINN)) — найбільша в США американська некомерційна організація, що бореться з сексуальним насильством. RAINN керує Національною гарячою лінією проти сексуального насильства, а також лінією безпеки допомоги Міністерства оборони і реалізує програми із запобігання сексуальному насильству, допомоги жертвам і притягнення винних до відповідальності через надання послуг жертвам, громадську освіту, державну політику та консалтингові послуги.
RAINN була заснована у 1994 році Скоттом Берковіцем за початкового фінансування The Atlantic Group та Warner Music Group.

## Історія і діяльність
RAINN була заснована у 1994 році Скоттом Берковіцем. У 2006 році на Національну гарячу лінію допомоги жертвам сексуального насильства надійшов мільйонний дзвінок.
У лютому 2022 року RAINN підтримала закон «EARN IT Act», який скасовує загальний імунітет за порушення законів, пов'язаних з матеріалами про сексуальне насильство над дітьми в Інтернеті. Сенатори США Річард Блюменталь та Ліндсі Грем представили двопартійний законопроект, який стимулює технологічні компанії видаляти зображення сексуального насильства над дітьми зі своїх платформ. Також у лютому RAINN співпрацювала з конгресвумен Деборою Росс та конгресменом Дейвом Джойсом над законом про медсестер-експертів з питань сексуального насильства, який має на меті вирішити загальнонаціональну проблему нестачі медсестер-експертів з питань сексуального насильства та покращити допомогу постраждалим від нього. Законопроект також був підтриманий Американською асоціацією медсестер та Національною мережею з протидії домашньому насильству.
RAINN підтримала Закон «Про захист наших дітей» від 2022 року, який був прийнятий Сенатом США 15 листопада 2022 року, а також Конгресом 6 грудня 2022 року. Закон повторно санкціонує фінансування робочої групи з розслідування злочинів проти дітей в Інтернеті і надає підтримку в розслідуванні та арешті осіб, які вчинили сексуальні злочини проти дітей.
У грудні 2022 року RAINN співпрацювала з HBO над оригінальним документальним серіалом під назвою «Unveiled: Surviving La Luz Del Mundo», який розповідає історію сексуального насильства над дітьми в церкві La Luz Del Mundo.

## Інциденти
У квітні 2022 року видання The Insider опублікувало статтю про культуру на робочому місці RAINN, в якій 22 нинішні і колишні співробітниці заявили про расизм і сексизм в компанії. Історія жінки, яка пережила зґвалтування, була обрана для публікації на веб-сайті RAINN, але пізніше не була опублікована через те, що Берковіц не хотів ставити під загрозу контракт RAINN з Міністерством оборони США на суму 2 мільйони доларів. Коли The Lily брала інтерв'ю у жінки до Міжнародного жіночого дня, вона сказала, що втомилася від гомофобної брехні про ЛГБТК-спільноту, яка загрожує вбивством чорношкірим трансгендерним жінкам. В інтерв'ю зазначалося, що жінка працювала в RAINN. Віце-президент RAINN з комунікацій заявив, що інтерв'ю було «занадто суперечливим» і може поставити під загрозу контракт RAINN з Міністерством оборони. Співробітниця була звільнена пізніше того ж дня. Шість керівників RAINN звільнилися незабаром після того, як The Insider опублікував своє розслідування.

## Публічні заяви
RAINN опублікувала прес-релізи на підтримку багатьох постраждалих, які опинилися під пильною увагою ЗМІ, зокрема Крістін Блейсі Форд.

Президент RAINN, Скотт Берковіц, також неодноразово виступав з публічними заявами, зокрема з тією, що виступати проти розширення нафтопроводу Keystone (нафтопровід між США і Канадою) як потенційного каналу для сексуального насильства є «незвичним»:
Я ніколи раніше не чув такого аргументу проти розширення. Насильство на робочому місці не є чимось надзвичайним, але я думаю, що як для аргументу «за» чи «проти» розширення нафтопроводу це трохи незвично.
Коли колишня помічниця Джо Байдена в офісі Сенату США заявила, що Байден вчинив над нею сексуальне насильство в 1993 році, RAINN опублікували пост в Twitter:
Ми вдячні віце-президенту Байдену за те, що він нарешті відреагував на звинувачення Тари Рід. Ці звинувачення заслуговують на ретельне розслідування, і ми закликаємо віце-президента Байдена оприлюднити всі записи, які можуть мати відношення до справи, в тому числі ті, що зберігаються в університеті штату Делавер, на додаток до будь-яких записів Сенату, що зберігаються в Національному архіві. Ми закликаємо його, його кампанію та колишніх співробітників до повної співпраці та забезпечення повної прозорості.